# عبدالزهرا عالمی نیسی
عبدالزهرا عالمی نیسی (زاده ۱۳۳۴) سیاست‌مدار ایرانی است، که در دوره ششم مجلس شورای اسلامی به‌عنوان نماینده حوزهٔ انتخابیهٔ دشت آزادگان، از استان خوزستان در مجلس شورای اسلامی حضور داشت.